# Aéroport de Birsa Munda
L'aéroport de Birsa Munda (code IATA : IXR • code OACI : VERC), également appelé aéroport de Ranchi, est l'aéroport desservant la ville de Ranchi, la capitale de l'État indien de Jharkhand. Il porte le nom du combattant de la liberté tribal indien Birsa Munda et est actuellement géré par la Airports Authority of India. L'aéroport est situé à Hinoo, à environ 5 km du centre-ville. L'ensemble de l'aéroport s'étend sur 1568 acres. L’aéroport est utilisé par plus de 1,5 million de passagers par an et est le 26e aéroport le plus fréquenté d'Inde.

## Compagnies et destinations
| Compagnies    | Destinations | Refs. |
| ------------- | --- | ----- |
| AirAsia India | Bangalore-Kempegowda, Delhi-Indira Gandhi                                                                                         | [ 2 ] |
| Air India     | Delhi-Indira Gandhi | [ 3 ] |
| Alliance Air  | Bhubaneswar-Biju Patnaik, Jharsuguda (en), Calcutta-N. S. C. Bose, Raipur                                                         | [ 4 ] |
| GoAir         | Bangalore-Kempegowda, Delhi-Indira Gandhi, Bombay-Chhatrapati-Shivaji                                                             | [ 5 ] |
| IndiGo        | Bangalore-Kempegowda, Delhi-Indira Gandhi, Hyderabad-R. Gandhi, Indore, Calcutta-N. S. C. Bose, Bombay-Chhatrapati-Shivaji, Patna | [ 6 ] |

Édité le 21/01/2020

## Situation
| \| 300 km1:23 714 000 \| Delhi Bombay Madras Bangalore Calcutta Hyderabad Cochin Ahmedabad Goa Pune Thiruvananthapuram Calicut Lucknow Guwahati Srinagar Jaipur Bhubaneswar Coimbatore Nagpur Indore Mangalore Visakhapatnam Patna Amritsar Chandigarh Tiruchirappalli Jammu Raipur Bénarès Agartala Port Blair Vadodara Imphal Bagdogra Madurai Bhopal Ranchi Aurangabad Udaipur Leh Tirupati Rajkot Jodhpur Dehradun Dibrugarh Silchar Gaya Cannanore Vijayawada Surate Durgapur Jamnagar Belagavi Hubli-Dharwad Khajurâho Nanded Aizawl Dimapur Agra Bathinda |
| 300 km1:23 714 000 |

## Statistiques
Pour des raisons techniques, il est temporairement impossible d'afficher le graphique qui aurait dû être présenté ici.

Voir la requête brute et les sources sur Wikidata.